# The Relativity of Wrong
The Relativity of Wrong je kolekce sedmnácti vědeckých esejí amerického spisovatele Isaaca Asimova. Kniha vyšla anglicky v roce 1988, má 225 stran. V češtině kniha nevyšla.

## Části
Kniha má sedmnáct částí a to:
1. The Moon and We (duben 1986)
2. The Minor Objects (květen 1986)
3. The Second Lightest (červen 1986)
4. Labels on the Molecules (červenec 1986)
5. The Consequences of Pie (srpen 1986)
6. The Enemy Within (září 1986)
7. The Relativity of Wrong (říjen 1986)
8. The Unmentionable Planet (listopad 1986)
9. The Dead-End Middle (prosinec 1986)
10. Opposite! (leden 1987)
11. Sail On! Sail On! (únor 1987)
12. The Incredible Shrinking Planet (březen 1987)
13. The Light-Bringer (duben 1987)
14. Beginning with Bone (květen 1987)
15. New Stars (červen 1987)
16. Brightening Stars (červenec 1987)
17. Super-Exploding Stars (srpen 1987)